# As-Saura (miasto)
As-Saura (‏الثورة‎), również At-Tabka (arab. ‏الطبقة‎, kurd. Tebqa, aram. ‏ܛܒܩܗ‎) – miasto w Syrii w prowincji Ar-Rakka nad rzeką Eufrat. Największe miasto Regionu At-Tabka wchodzącego w skład Autonomicznej Administracji Północnej i Wschodniej Syrii. Według spisu powszechnego w 2004 miasto liczyło 69 425 mieszkańców. W mieście znajduje się port lotniczy As-Saura.
Miasto zaprojektowane według koncepcji polskiego architekta Krystiana Seiberta. Ośrodek przemysłowy. Nazwa została nadana przez baasistowski rząd Syrii i oznacza dosłownie „Rewolucja”.